# Jens Esmark
Jens Esmark (ur. 31 stycznia 1763 w Houlbjerg w Århus, zm. 26 stycznia 1839) – duński geolog i mineralog, działający w Norwegii, profesor geologii na uniwersytecie w Oslo, prowadził badania nad lodowcami; wysunął tezę o zlodowaceniu Skandynawii. 

## Życiorys
Jens Esmark urodził się 31 stycznia 1763 w Houlbjerg w Århus w rodzinie wikarego Hansa Jørgena Esmarka (1722–1803), który naciskał, by syn został duchownym. Esmark przeciwstawił się ojcu i rozpoczął studia medyczne na uniwersytecie w Kopenhadze, a jednym z jego nauczycieli był mineralog Morten Thrane Brünnich. W 1789 roku za namową Brünnicha wyjechał do norweskiego Kongsberga, gdzie studiował na akademii górniczej. Po ukończeniu studiów w 1791 roku wrócił do Kopenhagi, kończąc tu kolejne studia z zakresu geodezji i prawa, dzięki czemu nabył uprawnienia geodety. Po uzyskaniu stypendium, kontynuował studia mineralogiczne u Abrahama Gottloba Wernera na Akademii Górniczej we Freibergu, odbywając podróże edukacyjne m.in. po Czechach, Węgrzech, Słowacji i Śląsku. 
Esmark wrócił do Danii w 1797 roku, a następnie objął stanowisko asesora w urzędzie górniczym (nor. Overbergamtet) w Kongsbergu nadzorującym wydobycie m.in. srebra. W 1802 roku został wykładowcą mineralogii, fizyki i chemii na tamtejszej akademii górniczej. W 1805 roku kopalnie w Kongsbergu zaczęły przynosić straty i wkrótce zostały zamknięte. Esmark wraz z kilkoma innymi urzędnikami otrzymał prawo do wydobycia surowców na własny koszt, jednak przedsięwzięcie to nie powiodło się i zezwolenia na wydobycie cofnięto w 1815 roku. 
Jeszcze w 1814 roku Esmark został pierwszym norweskim profesorem geologii na nowym uniwersytecie w Christianii. Przeniesienie się Esmarka do stolicy zakończyło działalność akademii górniczej w Kongsbergu. 
Esmark odkrył m.in. datolit i wymyślił nazwę noryt. Jako pierwszy wysunął tezę o zlodowaceniu Skandynawii, przy czym według jego datowania, zdarzenie to zaszło w przeszłości bardziej odległej niż uważa się obecnie. Esmark wystąpił z tezą o istnieniu dużych lodowców w Norwegii, przenoszących wielkie głazy i budujących moreny, zanim Jean de Charpentier (1786–1855) rozpoczął badania nad lodowcami szwajcarskimi. Uznawał lodowce za współodpowiedzialne za powstanie fiordów norweskich.

## Publikacje
Wybór za Norsk biografisk leksikon:
- Kurze Beschreibung einer mineralogischen Reise durch Ungarn, Siebenbürgen und den Bannat, Freiberg 1798
- Note sur la Datolithe, Journal de Physique etc.,62, Paris 1806, s. 472f
- Description of a new ore of Tellurium, Trans. Geol. Society, 3, London 1816, s. 413f
- Reise fra Christiania til Trondhjem, 1829
- Bidrag til vor Jordklodes Historie, Magazin for Naturvidenskaberne,3, 1824, s. 28–49

## Odznaczenia
- 1832 – Królewski Order Wazów[1]